# Propifenazone
Il propifenazone o isopropilantipirina è una molecola dotata di attività antinfiammatoria, antipiretica e analgesica. Appartiene alla classe dei pirazoloni ed è un derivato del fenazone, con effetti analgesici ed antipiretici simili. In Italia ed altri paesi europei il propifenazone è commercializzato e presente in diverse specialità medicinali in associazione ad altri principi attivi tra cui paracetamolo, butalbital, codeina, oxolamina, flavoxato, caffeina, vitamina C (acido ascorbico).

## Caratteristiche strutturali e fisiche
Si presenta come una polvere cristallina di colore bianco o leggermente paglierina. Scarsamente solubile in acqua, è invece facilmente solubile in alcoli e in diclorometano.

## Farmacodinamica
Il meccanismo d'azione di propifenazone è dovuto alle proprietà inibitorie della biosintesi delle prostaglandine. Il farmaco impedisce la produzione di mediatori dell'infiammazione (e del dolore) come le prostacicline e le prostaglandine. La ridotta sintesi di prostaglandine è legata alla inibizione dell'enzima prostaglandina-endoperossido sintetasi conosciuta anche come ciclossigenasi. L'inibizione determinata dal farmaco non è specifica e pertanto coinvolge sia la ciclossigenasi 1 (COX-1) che la ciclossigenasi 2 (COX-2).

## Farmacocinetica
Propifenazone a seguito di somministrazione per via orale viene facilmente assorbito dal tratto gastroenterico.
Nell'organismo la molecola viene metabolizzata nella ghiandola epatica dando origine a glucuronil-derivati e complessi demetilati. L'eliminazione dall'organismo avviene attraverso l'emuntorio renale.

## Usi clinici
Il composto trova indicazione nel trattamento del dolore lieve-moderato, in particolare in quello associato a spasmi della muscolatura liscia. Può così essere utilizzato come analgesico nel trattamento della cefalea, mal di denti, dolore mestruale (dismenorrea) e delle nevralgie, delle artrosi e artriti, della spondilite anchilosante e dell'artrite reumatoide.

## Effetti collaterali e indesiderati
In corso di trattamento si possono evidenziare disturbi gastrointestnali (dispepsia, riduzione dell'appetito, nausea, vomito, epigastralgia, dolore addominale, flatulenza).
Frequenti anche le manifestazioni cutanee e di ipersensibilità (prurito, orticaria, rash cutaneo, eritema multiforme, sindrome di Stevens-Johnson, necrolisi tossica epidermica) generalmente lievi e prontamente reversibili con la sospensione del farmaco.

Più raramente, ai dosaggi terapeutici, sono stati segnalati disturbi indicativi di nefrotossicità, epatotossicità (aumento delle transaminasi, ittero, epatite), cardiotossicità o di tipo ematologico (anemia, leucopenia, neutropenia, agranulocitosi, piastrinopenia).

Propifenazone ed altri derivati pirazolonici possono causare una colorazione rossa delle urine. Il fenomeno è dovuto alla presenza di un metabolita non tossico, l'acido rubazonico.

## Controindicazioni
Il farmaco è controindicato in soggetti con ipersensibilità individuale nota al principio attivo, a molecole chimicamente correlate, oppure ad uno qualsiasi degli eccipienti utilizzati nella formulazione farmaceutica. 
Controindicato anche in soggetti con diatesi allergica e di disturbi della coagulazione del sangue.

I pazienti con storia di ulcera peptica o emorragia gastrointestinale devono evitare, se possibile, di assumere propifenazone o altri FANS. Infatti i farmaci antinfiammatori non steroidei (FANS), classe a cui appartiene il propifenazone, si caratterizzano per la tossicità gastrointestinale. Queste molecole possono provocare ulcerazione, perforazione ed emorragia gastrointestinale anche in assenza di sintomi e perfino in pazienti che non hanno mai sofferto di problemi gastrointestinali di questo tipo. Il rischio di tossicità gastrointestinale aumenta con l'aumentare delle dosi di farmaco ed è decisamente più elevato nei pazienti anziani e nei pazienti che hanno già sofferto in passato di disturbi gastrointestinale (in particolare ulcera, sanguinamento, perforazione). 
In questi pazienti un eventuale trattamento con propifenazone deve essere oggetto di attenta valutazione del rapporto rischio/beneficio e dovrebbe iniziare con il più basso dosaggio possibile, eventualmente associando un farmaco gastroprotettore (ad esempio omeprazolo o altro inibitore di pompa protonica o misoprostolo). In caso di comparsa di segni o sintomi compatibili con ulcera o sanguinamento gastrointestinale il trattamento deve essere immediatamente interrotto.

Il composto è anche controindicato in soggetti affetti da porfiria acuta intermittente (in vivo il propifenazone ha messo in evidenza attività porfirinogenica), da insufficienza della glucosio-6-fosfato deidrogenasi (G6PD), e da granulocitopenia.

L'insufficienza renale rappresenta un'ulteriore controindicazione. I FANS, come classe di farmaci, possono peggiorare la funzionalità del rene, in quanto ne modificano la perfusione, attraverso l'inibizione della sintesi delle prostaglandine. L'azione di propifenazone e di altri farmaci antinfiammatori non steroidei sui reni diviene particolarmente evidente quando la perfusione dell'organo è fortemente dipendente dall'azione vasodilatatrice delle prostaglandine: in particolare perciò in tutte le situazioni di ipovolemia, disidratazione, insufficienza cardiaca e stenosi dell'arteria renale. 
Se propifenazone viene somministrato per periodi di tempo prolungati e/o a dosaggi particolarmente elevati, il rischio di sviluppare o veder peggiorare una preesistente insufficienza renale aumenta considerevolmente.

In genere non è consigliabile associare propifenazone ad altri farmaci antinfiammatori non steroidei.

## Dosi terapeutiche
Negli adulti e nei ragazzi con più di 12 anni di età il dosaggio abituale varia da 500 mg a 1500 mg/die, in genere suddivisi in 2-3 somministrazioni giornaliere. La somministrazione orale di propifenazone deve avvenire a stomaco pieno.
È possibile ricorrere anche alla somministrazione per via rettale della molecola. In quest'ultimo caso le supposte di propifenazone debbono essere utilizzate dopo un'adeguata evacuazione intestinale. La durata del trattamento deve essere la più breve possibile. Si consiglia la somministrazione di propifenazone, così come quella di altri derivati pirazolonici, solo fino al ripristino di una normale temperatura corporea o alla scomparsa della manifestazioni algiche.

## Interazioni
- Alcol: la co-somministrazione di propifenazone e prodotti contenenti etanolo deve essere evitata per il possibile verificarsi di interazioni negative.
- Anticoagulanti orali (warfarin, acenocumarolo): la contemporanea somministrazione di propifenazone e anticoagulanti orali richiede il controllo periodico dei parametri della coagulazione e l'accertamento dell'eventuale presenza di sangue occulto nelle feci e nelle urine. Se necessario si deve procedere a ridurre le dosi dell'antinfiammatorio.
- Diuretici tiazidici: La terapia di associazione di propifenazoone e diuretici tiazidici comporta il monitoraggio periodico dei valori della pressione arteriosa, della diuresi e della natriemia.
- Farmaci antinfiammatori non steroidei (FANS): la contemporanea assunzione di propifenazone ed altri FANS (sia tradizionali sia inibitori selettivi della COX-2) non è consigliabile.

## Avvertenze
- Il butalbital è presente in una specialità medicinale contenente propifenazone. Il butalbital è un barbiturico, cioè un farmaco ad azione sedativa-ipnotica, che può provocare dipendenza fisica (incremento del dosaggio per mantenere l'effetto terapeutico) e psicologica (necessità di assumere in continuazione il farmaco). Il butalbital è un farmaco che attraversa facilmente la barriera ematoencefalica (arriva velocemente nel cervello) e provoca i suoi effetti molto rapidamente; per questo possiede un potenziale d'abuso elevato con grave rischio di intossicazione. L'abuso di butalbital è stato osservato anche con farmaci di combinazione.

In Italia il butalbital è disponibile solo in associazione con propifenazone e caffeina (farmaco analgesico). In letteratura sono riportati casi di abuso con la combinazione propifenazone più butalbital più caffeina sia in pazienti adulti sia in ambito pediatrico.
L'assunzione di dosaggi eccessivi di butalbital determina insufficienza respiratoria, coma, comparsa di rabdomiolisi e compromissione della funzionalità renale. L'intossicazione da butalbital è di difficile riscontro perché non è disponibile un test specifico. Si utilizza infatti il test per la rilevazione di un altro barbiturico, il fenobarbitale, con cui il butalbital parzialmente reagisce. Di fatto il test legge concentrazioni tossiche di butalbital come se fossero livelli sub-terapeutici di fenobarbitale.